# Municipio Alberto Adriani
Alberto Adriani es uno de los 23 municipios que integran el estado Mérida, Venezuela, está ubicado al noroeste de dicha entidad, su capital es la ciudad de El Vigía. Es el segundo municipio en cuanto a población del estado Mérida. El municipio tiene un total de 683 km² y una población de 162.637 habitantes con una densidad de 213 habitantes por km², según el INE para el año 2013, posicionándose así como el tercer municipio más denso del Estado Mérida.

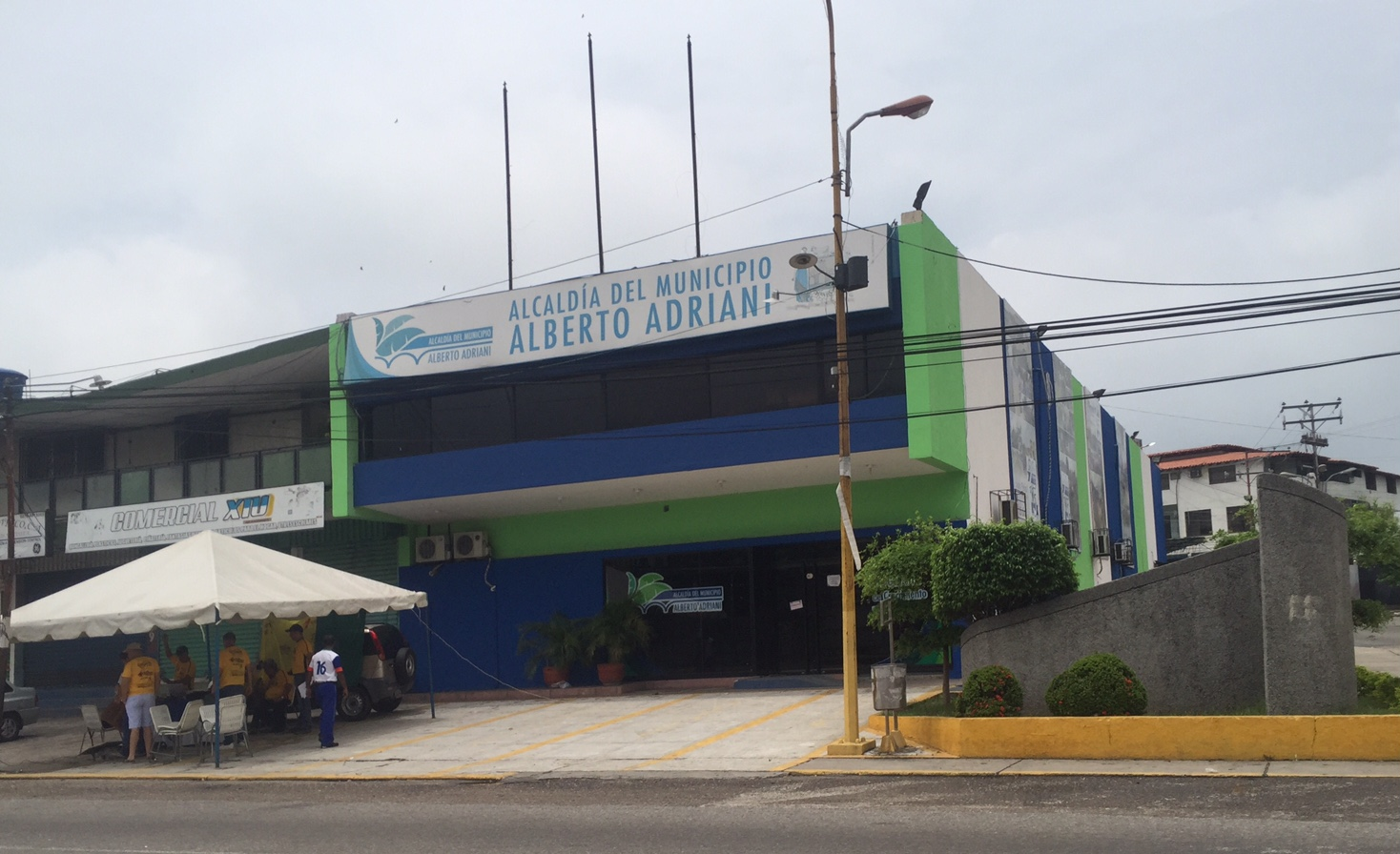
Sede de la Alcaldía del Municipio Alberto Adriani.

## Historia
El municipio fue creado el 3 de junio de 1955 luego de que su territorio se encontrara en jurisdicción del antiguo Distrito de Tovar hoy municipio Tovar. Parte del territorio que es disputado entre el Estado Mérida y Zulia se encuentra bajo jurisdicción de este último, Mérida reclama como suyo el área que comprende los límites norte actuales del Municipio Alberto Adriani hasta la costa del Lago de Maracaibo, correspondiéndole según Mérida al Municipio Alberto Adriani desde la desembocadura del río Catatumbo hasta la desembocadura del río Mucujepe. En 2001 Mérida alegó que la población de Los Naranjos del Zulia pertenecía a su jurisdicción y por ende al municipio Alberto Adriani porque según el gobierno merideño ellos se encargaban de prestar los servicios públicos a esa área.

## Geografía

### Clima
El municipio cuenta con un clima tropical , algo caluroso (29-31 grados por semana) , y en invierno padece de lluvias muy contundentes (26-24 grados)

### Límites
NORTE: ESTADO ZULIA
SUR: MUNICIPIO ZEA Y ANTONIO PINTO SALINAS
ESTE: MUNICIPIO SUCRE, ANDRES BELLO Y OBISPO RAMOS 
OESTE: ESTADO TACHIRA

### Organización parroquial
El municipio se encuentra dividido en 7 parroquias, de las cuales: Presidente Betancourt, Presidente Páez, Presidente Rómulo Gallegos son parroquias urbanas porque forman parte de la ciudad de El Vigía. Las parroquias restantes son del tipo no urbana.
| Parroquia                  | Superficie | Población (2003) | Densidad |
| -------------------------- | ---------- | ---------------- | -------- |
| Gabriel Picón Gonzáles     | km²        | 4.270 hab.       | hab./km² |
| Héctor Amable Mora         | km²        | 8.443 hab.       | hab./km² |
| José Nucete Sardi          | km²        | 712 hab.         | hab./km² |
| Presidente Betancourt      | km²        | 20.181 hab.      | hab./km² |
| Presidente Páez            | km²        | 29.532 hab.      | hab./km² |
| Presidente Rómulo Gallegos | km²        | 25.758 hab.      | hab./km² |
| Pulido Méndez              | km²        | 25.363 hab.      | hab./km² |
| Municipio Alberto Adriani  | 683 km²    | hab.             | hab./km² |

## Economía
La economía de la ciudad se sustenta principalmente en la producción de azúcar y en la actividad ganadera, sectores que han sido históricamente fundamentales para su desarrollo. Asimismo, presenta buenas perspectivas para el crecimiento de la producción, comercialización y exportación de hortalizas y frutas, gracias a sus condiciones agroclimáticas favorables.
Uno de los elementos distintivos del municipio es la presencia de Bodegas Pomar, reconocida como la principal empresa productora de vinos en Venezuela. Esta firma cultiva cuatro variedades de uva en la zona de Altagracia, donde mantiene instalaciones visitables destinadas al turismo enológico, permitiendo a los visitantes conocer el proceso de elaboración del vino, desde el prensado hasta su embotellamiento.
El municipio goza de ventajas comparativas para el desarrollo de actividades agroindustriales e industriales, debido a su ubicación estratégica y a su tradición en la producción de caña de azúcar, café y productos pecuarios.
En este último rubro destaca la Raza Carora, una variedad de ganado tropicalizado, desarrollada por ganaderos locales mediante el cruce entre el Criollo Amarillo de Quebrada Arriba y el Pardo Suizo. Esta raza es reconocida nacionalmente por su alta productividad lechera y su adaptabilidad a las condiciones climáticas del trópico, lo que la convierte en uno de los activos zootécnicos más valiosos de la región.

## Política y gobierno

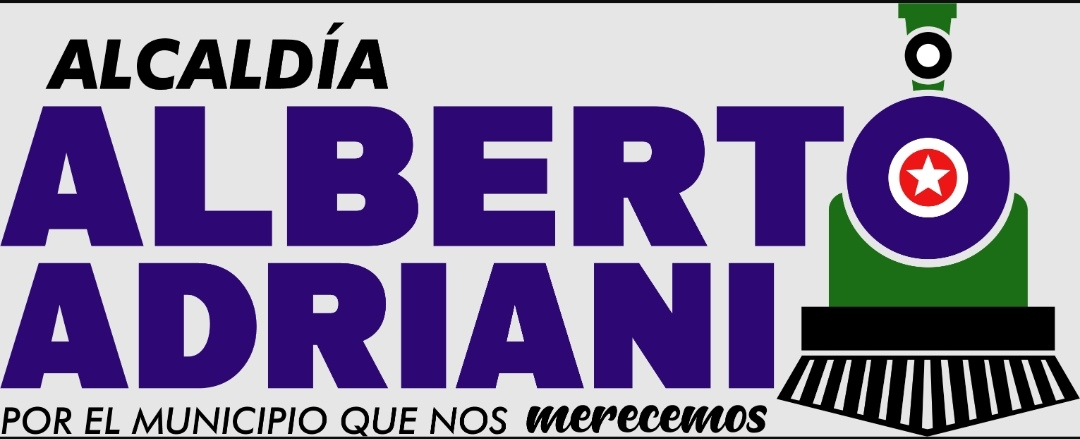
Logo de la Alcaldía (2021-2025).

### Alcaldes
| Período                            | Alcalde         | Partido político / Alianza | % de votos | Notas |
| ---------------------------------- | --------------- | -------------------------- | ---------- | --- |
| 1989 - 1992                        | Orosman Rojas   | Copei                      | 34,37      | Primer alcalde bajo elecciones directas                                                                                |
| 1992 - 1995                        | Abelardo Pernía | AD                         | 41,82      | Segundo alcalde bajo elecciones directas                                                                               |
| 1995 - 2000                        | Abelardo Pernía | AD                         | -          | Reelecto (se realizaron elecciones generales adelantadas en el 2000 debido a la aprobación de la Constitución de 1999) |
| 2000 - 2004                        | Luis Rojas      | MVR                        | 50,27      | Tercer alcalde bajo elecciones directas                                                                                |
| 2004 - 2008                        | Luis Rojas      | MVR                        | 58,51      | Reelecto |
| 2008 - 2013                        | Robert Ramos    | PSUV                       | 56,76      | Cuarto alcalde bajo elecciones directas (se postergan 1 año las elecciones municipales pautadas para finales del 2012) |
| 2013 - 2017                        | Juan Peña       | UNT MUD                    | 42,27      | Quinto alcalde bajo elecciones directas                                                                                |
| 2017 - 2021                        | Mezin Abou Assi | PSUV                       | 56,59      | Sexto alcalde bajo elecciones directas                                                                                 |
| 2021 - 2025                        | Lisandro Segura | AD                         | 50,64      | Séptimo alcalde bajo elecciones directas                                                                               |
| Fuente: Consejo Nacional Electoral |                 |                            |            | |

| 2025 - 2029
| Lisandro Segura
| AD
|-
| Reelecto
|-
|-
|}

### Concejo municipal
Período 2021 - 2025
| Concejales      | Partido político / Alianza |
| --------------- | -------------------------- |
| Maria García    | AD                         |
| Milse Soto      | COPEI                      |
| Carlos Peredes  | COPEI                      |
| Rodolfo Molina  | AD                         |
| Leonel Duran    | Cambiemos                  |
| Elsa Valero     | COPEI                      |
| Eligia Jativa   | AD                         |
| Sonia Abou Assi | PSUV                       |
| Jhoe Mendoza    | PSUV                       |